# Havnartindur, Kunoy
Havnartindur är ett berg på ön Kunoy i den norra delen av ögruppen Färöarna som reser sig 818 meter över havet.
Den långsmala ön är extremt kuperad och bergig med ett antal toppar som når mellan 700 och 800 meters höjd. Havnartindur är en av de högsta topparna och bara 12 meter lägre än öns högsta topp Kúvingafjall.